# Seoul Challenger Tennis
Il Seoul Challenger Tennis, noto come Daewoo Challenger Tennis per ragioni di sponsorizzazione, è stato un torneo professionistico di tennis giocato su campi in terra rossa. Faceva parte dell'ATP Challenger Series. Si è giocato annualmente dal 1994 al 1997 a Seul, in Corea del Sud.

## Albo d'oro

### Singolare
| Anno | Campione        | Finalista           | Punteggio     |
| ---- | --------------- | ------------------- | ------------- |
| 1997 | Peter Tramacchi | Régis Lavergne      | 6–3, 6–3      |
| 1996 | Jaime Oncins    | Patrik Fredriksson  | 1–6, 6–1, 6–2 |
| 1995 | Tim Henman      | Vincenzo Santopadre | 6–2, 4–6, 6–4 |
| 1994 | David Nainkin   | Michael Joyce       | 6–7, 6–3, 7–5 |

### Doppio
| Anno | Campioni                      | Finalisti                           | Punteggio |
| ---- | ----------------------------- | ----------------------------------- | --------- |
| 1997 | Edwin Kempes Gouichi Motomura | Jérôme Golmard Régis Lavergne       | 7–5, 7–5  |
| 1996 | Hyung-Taik Lee Yong-Il Yoon   | Fredrik Bergh Patrik Fredriksson    | 6–4, 6–4  |
| 1995 | Tim Henman Andrew Richardson  | Filippo Messori Vincenzo Santopadre | 6–2, 6–1  |
| 1994 | Bill Barber Ari Nathan        | Óscar Ortiz Laurence Tieleman       | 7–6, 6–2  |